# 梁赞 (武术家)
梁贊（1826年—1901年），原名梁德榮，廣東鶴山古勞人，晚清武術家，人稱詠春拳王及佛山贊先生。

## 生平
梁贊的父親在佛山筷子街榮生堂（又作贊生堂）經營中醫及跌打醫館。梁贊18歲時先師從紅船子弟梁二娣學習南少林拳術。後梁二娣將梁贊引薦到亦師亦友之黃華寶門下。黃華寶亦是古勞人，與贊是同鄉。
梁贊約於1870年至1890年，在贊生堂內主要以跌打中醫為收入，低調收徒授拳，將其畢生所學重新整理，詠春拳從此聞名。醫館館務則多由大師兄「木人華」李華處理。
李華過身後，梁贊兩個兒子梁春、梁璧皆有工作或已經離開佛山，沒有打算承繼醫館，唯有將贊生堂轉讓給人並改名杏濟堂。
梁贊退休後返回古勞，據說梁贊回鄉後，閒來有授拳與鄉間小孩。

## 传人
次子梁璧自小從贊先生學習詠春拳，後來到香港與朋友在上環乍畏街經營綢緞布匹生意。
1888年，李華身體開始出現問題。當年贊先生62歲，體力開始衰退，而兩子皆離開佛山謀生，沒有意思承繼贊生堂，故開始找尋繼承人。當時收了39歲之陳華順為徒，初期由李華教授詠春拳，贊先生則時常回鄉古勞。
1889年，李華去世，館務改由陳華順處理。贊先生時常來回佛山、古勞之間，親自教授陳華順拳術及跌打醫術。

## 再傳
人稱「找錢華」的陳華順在1906年收了關門弟子葉問。1909年，少年葉問往香港讀書，尋訪而追隨梁璧深造詠春拳術。
葉問於1950年代到香港傳拳，弟子包括梁相、盧文錦、黃淳樑、李小龍等，其長子葉準、次子葉正亦習詠春。

## 影視形象

### 電影
- 在《贊先生與找錢華》中，由梁家仁飾演。
- 在《敗家仔》中，由元彪飾演。

### 電視劇
- 在《佛山贊先生》中，由關海山飾演。
- 在《佛山贊師父》中，由元彪飾演。
- 在《詠春》中，由元彪飾演。

## 相關鏈接
- 詠春
- 南拳
- 黃華寶
- 梁二娣
- 梁璧
- 陳華順
- 葉問
- 李小龍
- 李文茂
- 中國武術
- 中國武術門派